# デコトラ・ギャル 奈美
『デコトラ★ギャル 奈美』（でことら・ぎゃる なみ、英題：BIG BAD MAMA-SAN DEKOTORA 1）は、2008年の日本映画。吉沢明歩主演のデコトラもので、監督は城定秀夫がつとめた。当初はオリジナルビデオが発売されるのみの予定だったが、2008年に劇場での特別上映もされた。本項ではシリーズ作品も記述する。

## 概要
吉沢明歩主演、城定秀夫監督・脚本によるドラマ作品。シリーズ化し4作品リリースされた。全作品R-15作品。恋人・菊雄との睦まじくもケンカする間柄。毎回疑心暗鬼にながらも積んでしまう「運びもの」。それを捕まえんとする警察とのカーチェイスなど、お約束を交えたアクションコメディ作。
その後も主演や乗り物を変えシリーズ化されている。

## ストーリー
伝説のトラック野郎だった亡き父のデコトラを受け継いだ奈美。威勢のよさと確かな腕前で、荷主たちにも評判だった。

## デコトラ★ギャル奈美

### 概要
2008年制作の第一作。キャッチフレーズは「奇跡と一緒に乗ってきな」。相棒・桃香役に今野梨乃が出演。

### キャスト
- 奈美：吉沢明歩
- 桃香：今野梨乃
- 菊雄：吉岡睦雄
- 松浦祐也
- 中村英児
- なかみつせいじ
- デコトラ集団BEARSの大将：森羅万象
- ホリケン。
- 虎一郎：稲葉凌一
- 野上正義

### スタッフ
- 監督・脚本・編集：城定秀夫
- 製作：小林正人
- プロデューサー：西健二郎、久保和明
- 撮影・照明：田宮健彦
- 録音：小林徹哉
- 助監督：佐高美智子
- 制作担当：佐伯寛之
- ヘアメイク：仲ひとみ
- スタイリスト：杉本京加
- 制作主任：征矢吉裕
- 車両コーディネート：濱田旬（エイティ企画）
- ロケーションコーディネート：稲葉凌一
- 現地コーディネート：肥田照人
- 脚本協力：城定由有子
- 劇伴作曲：タルイタカヨシ（マサイスタジオ）
- 制作協力：LEONE
- 製作：GPミュージアムソフト
- 配給：スポッテッドプロダクションズ

### 挿入歌
「誕生日」
作詞・作曲：タルイタカヨシ / 演奏：Coast / 唄：ハルカ

## デコトラ★ギャル奈美 〜爆走！夜露死苦編〜
- 2010年、吉沢明歩主演版第2作。キャッチフレーズは「愛と涙の女運!デコトラ一筋一直線!」。ライバルとなる婦人警官・銭型綾乃役に亜紗美が出演[3]。

### 出演
- 奈美：吉沢明歩
- 綾乃：亜紗美
- 菊雄：吉岡睦雄
- 平田敬士
- 石井亮
- 松浦祐也
- 中村英児
- 河野智典
- 野上正義

### スタッフ
- 監督・編集：城定秀夫
- プロデューサー：西健二郎、久保和明
- ラインプロデューサー：征矢吉裕
- 脚本：城定秀夫、貝原クリス亮
- 撮影・照明：田宮健彦
- 録音：小林徹哉
- 助監督：伊藤一平
- 音楽：タルイタカヨシ
- ヘアメイク：神山静香
- 車両コーディネート：濱田旬（エイティ企画）
- ロケーション協力：柳川庄治（NPOパートナーショップきさらづ）
- 制作協力：レオーネ
- 製作：ミュージアムピクチャーズ

## デコトラ★ギャル奈美 〜爆走！薔薇愛怒編〜
- 2011年、吉沢明歩主演版第3作。キャッチフレーズは「女だてらにデコトラ稼業!走れ、女の心意気!」。前作の配役はそのままに、亡き父・虎一郎（稲葉凌一）の背負った借金の秘密、トラックドライバーになった理由などが明かされる[4]。エンドロール前に「野上正義に捧ぐ」テロップが表示されている。

### 出演
- 奈美：吉沢明歩
- 虎一郎：稲葉凌一
- 菊雄：吉岡睦雄
- 綾乃：亜紗美
- 小林節彦
- 鏡麗子
- 吉本輝海
- 松浦祐也
- 中村英児
- 森羅万象

### スタッフ
- 監督・編集：城定秀夫
- プロデューサー：西健二郎、久保和明
- ラインプロデューサー：高橋広正
- 脚本：貝原クリス亮、城定秀夫
- 音楽：タルイタカヨシ
- 撮影・照明：田宮健彦
- 録音：小林徹哉
- 助監督：亀谷英司
- 制作担当：綿貫仁
- ヘアメイク：ユー・ケファ
- 車両コーディネート：濱田旬（エイティ企画）
- ロケーション協力：柳川庄治（NPOパートナーショップきさらづ）
- 制作協力：レオーネ
- 製作：ミュージアムピクチャーズ

## デコトラ★ギャル奈美 〜感動！夜露死苦編〜
- 2012年、吉沢明歩主演版第4作。キャッチフレーズは「母の面影、心に抱いて。今日もデコトラ大暴走」。葵野まりん演ずる妹の柑奈が登場。佐々木麻由子が母親でありラジオDJの奈々子を演ずる[5]。複雑な家族愛、深夜トラックとラジオの関係を描く。

### 出演
- 奈美：吉沢明歩
- 菊男：吉岡睦雄
- 柑奈(奈々子の娘)：葵野まりん
- 奈々子(奈美の妹)：佐々木麻由子
- 磯田泰輝
- 松浦祐也
- 中村英児
- 守屋文雄
- 河野智典
- けーすけ
- ホリケン。
- 虎一郎：稲葉凌一

### スタッフ
- 監督・脚本・編集：城定秀夫
- プロデューサー：西健二郎、久保和明
- 撮影・照明：田宮健彦
- 録音：小林徹哉
- 助監督：伊藤一平
- 音楽：林魏堂
- ヘアメイク：堀川なつみ
- スチール：高橋卓也
- 脚本協力：城定由有子
- 車輌コーディネート：寿屋、寺門寿一、寺門勇生、相原憲司
- ロケーションコーディネート：柳原庄治（NPO法人パートナー湿布きさらづ）、(株)アートワークスラパン
- 制作協力：レオーネ
- 製作：オールインエンタテインメント

## DVDリリース
| タイトル                                 | ジャケットコピー                             | 発売日         |
| ---------------------------------------- | -------------------------------------------- | -------------- |
| デコトラ★ギャル奈美                      | 女一匹、どこまでも。デコトラ一筋大爆走!!     | 2008年10月25日 |
| デコトラ★ギャル奈美 〜爆走！夜露死苦編〜 | 恋と涙の女道!デコトラ一筋一直線!             | 2010年4月16日  |
| デコトラ★ギャル奈美 〜爆走！薔薇愛怒編〜 | 女だてらにデコトラ稼業!走れ、女の心意気!!    | 2011年3月18日  |
| デコトラ★ギャル奈美 〜感動！夜露死苦編〜 | 母の面影、心に抱いて──今日もデコトラ大爆走!! | 2012年5月18日  |

## 関連作品
- デコトラ★ギャル瀬奈（2010年） - 原紗央莉、栗林里莉
- デコトラ★ギャル美菜（2011年） - 優希まこと、友田彩也香
- デコトラ★ギャル麻里（2012年） - 香西咲、堀口奈津美
- デコトラ★ギャル杏　（2016年） - 湊莉久、吉行由実
- デコトラ★ギャル紗矢（2016年） - 天使もえ、黒木歩